# César Bocachica
César Bocachica, né le 28 juillet 1938, à Ponce, à Porto Rico, est un ancien joueur portoricain de basket-ball.

## Palmarès
- 3e des Jeux panaméricains de 1963